# Mirabel (Ardèche)
Mirabel – miejscowość i gmina we Francji, w regionie Owernia-Rodan-Alpy, w departamencie Ardèche.
Według danych na rok 1990 gminę zamieszkiwały 293 osoby, a gęstość zaludnienia wynosiła 15 osób/km² (wśród 2880 gmin regionu Rodan-Alpy Mirabel plasuje się na 1336. miejscu pod względem liczby ludności, natomiast pod względem powierzchni na miejscu 521.).

## Galeria

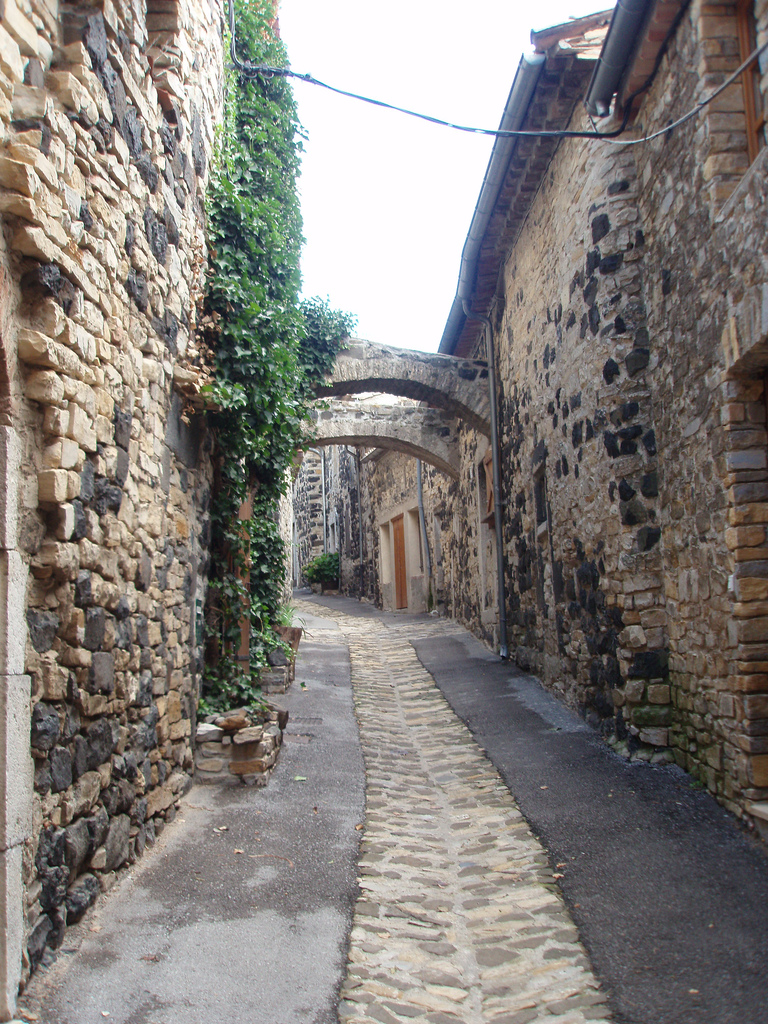
Starówka (2007)
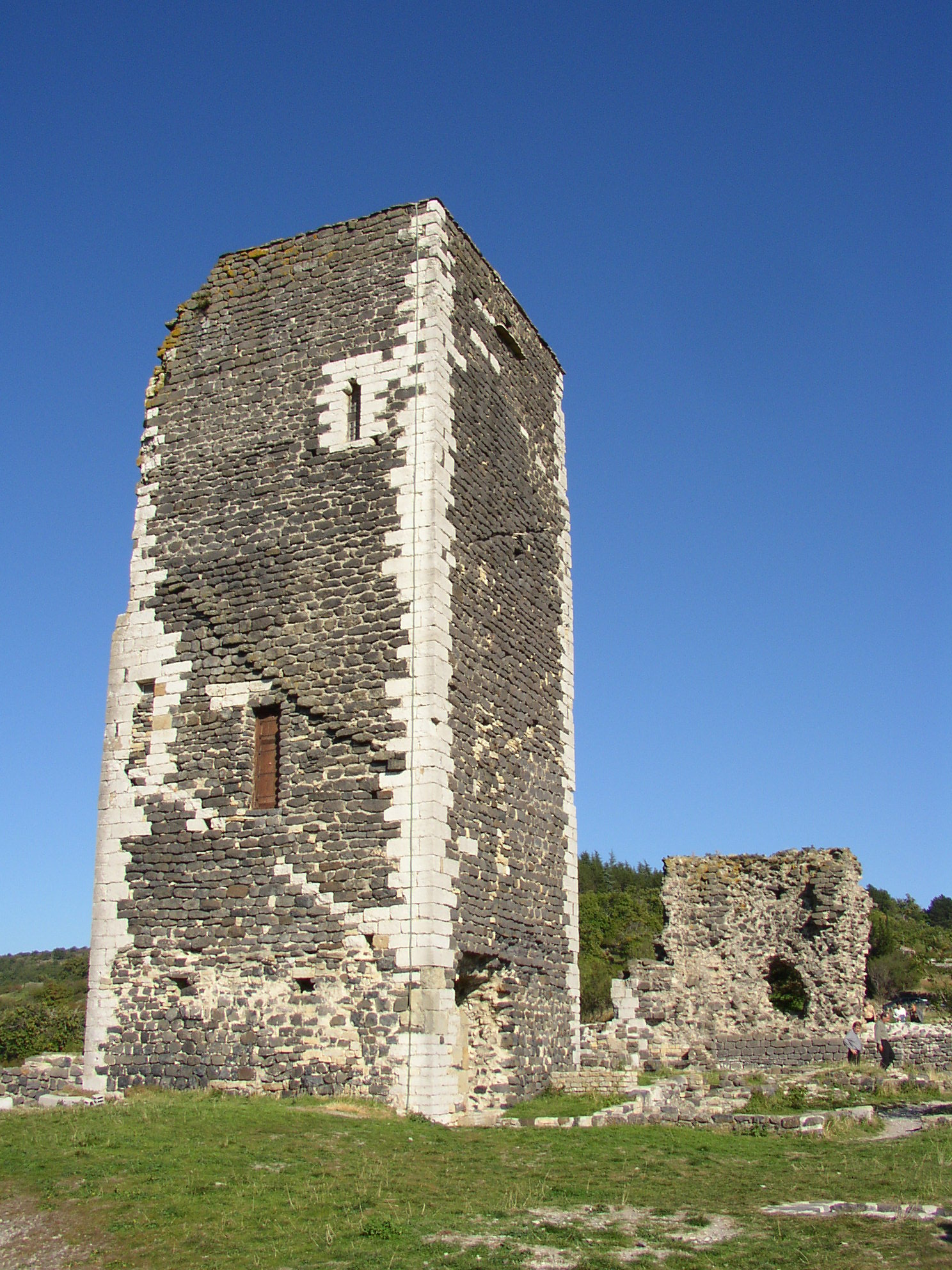
Wieża Mirabel (2005)